# العفرفار (النادرة)

تعديل مصدري - تعديل

العفرفار محلة تابعة لقرية السكنة، التابعة لعزلة حدة بمديرية النادرة إحدى مديريات محافظة إب في الجمهورية اليمنية، بلغ تعداد سكانها 68 حسب تعداد اليمن لعام 2004.